# Streljaštvo
Streljaštvo je natjecateljski sport koji razvija umijeće pogađanja pokretnih i nepokretnih meta korištenjem različitih vrsta oružja, i to specifično različitih tipova pušaka i pištolja. Ovaj šport ne treba miješati sa streličarstvom, športom u kojem je također cilj pogoditi metu ali ovaj put korištenjem oružja kao što su luk i strijela. Samostrijel u disciplinama *field i match* sastavni je dio streljačkog športa (gađanja u kružne mete), odvojen u posebnu svjetsku federaciju (IAU), ali na razinama država u većini je u sastavu streljačkih saveza i udruga. Streljaštvo je standardni šport u programu modernih Olimpijskih igara. ISSF (Svjetska športska streljačka federacija) danas broji preko 160 zemalja članica i spada u najraširenije športove.
Specifičnost streljaštva je vezana za činjenicu da se svaki natjecatelj natječe autonomno od ostalih natjecatelja. U streljaštvu je u tom kontekstu izražena športska borba s vlastitim granicama. Dakle ono što natjecatelju stoji na putu do savršene izvedbe i najboljeg mogućeg rezultata nije drugi natjecatelj nego limiti tehnike i psihologije samog strijelca.
Upravo zato se streljaštvo može ocijeniti kao šport u kojem je psihologija s rezultatom vezana snažnije nego u bilo kojem drugom športu. 
Pojedine discipline streljaštva su sastavni dijelovi višebojskih športova kao što su biatlon i moderni petoboj.

## ISSF - Međunarodna streljačka športska federacija

### Izvedbe oružja
Oružja korištena u ISSF disciplinama mogu biti standardne (engl. standard) izvedbe, sportske (engl. sport) izvedbe ili slobodne (engl. free) izvedbe.
Hrvatski streljački savez osim rekorda u ISSF disciplinama bilježi i rekorde u disciplinama sa serijskim oružjem, tzv. serijske rekorde.

### Discipline
Pravila i discipline u ovom športu propisuje Međunarodna streljačka federacija, ili kraće ISSF (od engleskog naziva Internationa Shooting Sport Federation). Iako je streljaštvo bilo u programu još na prvim modernim Olimpijskim igrama u Ateni 1896. godine, ISSF je osnovan tek 1907. godine pod nazivom Union International de Tir (UIT), da bi današnji naziv preuzeo 1998.
U tablici su prikazane najraširenije streljačke discipline, s oznakom koje od njih se nalaze u olimpijskom programu i od kada.
| Disciplina                 | OI - muški                           | OI - žene       |
| -------------------------- | ------------------------------------ | --------------- |
| Puška                      |                                      |                 |
| 300 m VK puška             | 1900–1972 (trostav)                  | —               |
| 300 m Standardna puška     | —                                    | —               |
| 50 m MK puška              | 1952— (trostav), 1912— (ležeći stav) | 1984— (trostav) |
| 10 m Zračna puška          | 1984—                                | 1984—           |
| Pištolj                    |                                      |                 |
| 50 m Pištolj               | 1896—                                | —               |
| 25 m Pištolj - brza paljba | 1896—                                | —               |
| 25 m Standardni pištolj    | —                                    | —               |
| 25 m Pištolj               | —                                    | 1984—           |
| 10 m Zračni pištolj        | 1988—                                | 1988—           |
| Sačmarica                  |                                      |                 |
| Trap                       | 1900—                                | 2000—           |
| Dupli trap                 | 1996—                                | 1996–2004       |
| Skeet                      | 1968—                                | 2000—           |
| Pokretne mete              |                                      |                 |
| 50 m Pokretna meta         | 1992–2001                            | —               |
| 10 m Pokretna meta         | 1992–2004                            | —               |

## Vrste meta
Po akciji
- stacionarne/statične
- dinamičke
  - ? (engl. running target) - korištena na OI 1908. - OI 1924., te u ISSF Svjetskom kupu 1986.-2004.
  - ? (engl. moving target) - korištena na OI 1908.
  - ? (engl. disappearing target) - korištena na OI 1908.
  - leteće (engl. flying target)

Po reaktivnosti
- inertne
  - papirnate, od pjene, 3D
- reaktivne
  - prskajuće (engl. splatter)
  - poskakujuće (engl. bouncing; izrađene od samoiscjeljujućeg elastomera)
  - metalne (poznate kao gongovi; metalne siluete su jedna vrsta)
  - eksplozivne
- interaktivne - razne mete se prikazuju na ekranu otpornom na metke

Po materijalu
- papirnate ili kartonske
- od pjene
- metalne (metalne siluete)
- od samoiscjeljujuće gume (engl. self-healing rubber),
- lomljive (engl. frangible; glina, keramičke pločice)
- eksplozivne
- elektroničke

Po realizmu
- 2D (metalne siluete...)
- 3D - uglavnom 3D modeli životinja

Po boji
- uglavno bitno na papirnatim/kartonskim metama; kombinacije žutih, crvenih, crnih, plavih, bijelih prstenova

## Vanjske poveznice
- ISSF - Međunarodna streljačka športska federacija, stari URL, najveća svjetska federacija za športsko streljaštvo
- ICFRA - International Confederation of Fullbore Rifle Associations
- WBSF - Svjetska federacija za benchrest streljaštvo, svjetska federacija nadležna za športsko streljaštvo koristeći benchrest
- IPSC - Međunarodna konfederacija praktičnog streljaštva, druga najveća svjetska federacija za športsko streljaštvo, a najstarija i najveća što se tiče praktičnog pucanja
- IDPA - International Defensive Pistol Association
- SCSA - Steel Challenge Shooting Association
- SASS - Single Action Shooting Society
- MLAIC - Muzzle Loaders Associations International Confederation
- IAU - Međunarodna samostrjelska unija  Arhivirana inačica izvorne stranice od 16. srpnja 2020. (Wayback Machine)
- WCSA - Svjetska samostrjelska asocijacija
- Hrvatski streljački savez, stari URL
- Stranice hrvatskog samostrijela (IAU field i match)
- HUVO - Hrvatska udruga vlasnika oružja